# Бряг Хилари
Бряг Хилари (на английски: Hillary Coast) е част от крайбрежието на Източна Антарктида, в централната част на Земя Виктория, простиращ се между 78° и 80°25’ ю.ш. и 160° и 167°20’ и.д. Брегът заема част от централния участък на Земя Виктория, попадащ в акваторията на шелфовия ледник Рос, между п-ов Браун на север и нос Селборн на юг. На север граничи с Брега Скот, а на юг – с Брега Шакълтън на Земя Виктория. Крайбрежието е силно разчленено от няколко големи ледени залива – Мур, Мюлок, Берн и др., полуострови – Браун, Мина, Тил и др. и крайбрежни „зациментирани“ в шелфовия ледник острови – Блек, Уайт и др. По цялото протежение на Брега Хилари, в меридионално направление се простира участък от Трансантарктическите планини на Антарктида. В тях се издигат както надлъжни така и напречни хребети – Бумеранг (2050 m), Вустер (2423 m), Броуи, Дарвин, Британия (вр. Макклинток 3511 m). Западно от Трансантарктическите планини е разположено обширно ледниково плато с надморска височина 2400 – 2600 m. Между напречните хребети надолу към шелфовия ледник Рос се спускат мощни планински ледници – Кьотлиц, Скелтън, Мюлок, Карлайон, Дарвин, Бърд и др.
Брегът Хилари е открит и частично изследван от британската антарктическа експедиция през 1902 – 03 г., възглавявана от видния полярен изследовател Робърт Скот и неговия партньор Ърнест Шакълтън. През 1908 – 09 г. Ърнест Шакълтън възглавява самостоятелна експедиция, като той и участниците в нея дооткриват и изследват голяма част от брега и вътрешността на региона. Окончателното дооткриване, изследване и мащабно топографско заснемане е извършено през 1957 –58 г. от експедицията на Вивиан Фукс и Едмънд Хилари. През 1961 г. Комитета по антарктическите названия на Нова Зеландия наименува този участък от крайбрежието на Земя Виктория Бряг Хилари в чест на Едмънд Хилари, допринесъл много за опознаването на този район на Антарктида, и който става първия човек на планетата покорител на двата полюса на Земята и на връх Еверест.
- Средната част на Брега Хилари (ледника Карлайон)
- Южната част на Брега Хилари (ледника Бърд)